# Abbaye de La Byloke
L'abbaye de La Byloke (ou de La Biloque) est une abbaye de moniales ayant existé entre 1215 et 1797. Cette ancienne abbaye est située à Gand, en Belgique.
À l'origine, des jeunes femmes, qui se réunissaient régulièrement pour organiser des œuvres de bienfaisance, décidèrent de procurer des soins dans un hôpital. En 1215, elles adoptèrent la règle de Saint-Benoît, tout en souhaitant garder une double orientation de contemplation et de service hospitalier. La comtesse de Flandre leur fit don en 1228 d'un terrain sur les bords de la Lys, au sud de la ville de Gand, en vue d'y édifier une abbaye féminine qui serait en même temps hôpital.
Comme dans beaucoup d’autres monastères, le XVe siècle fut une période de relâchement de la discipline religieuse. Au siècle suivant, les guerres de Religion et troubles politiques touchèrent particulièrement la ville de Gand. De 1577 à 1585, les calvinistes contrôlaient la municipalité et le culte catholique fut interdit. Un retour au calme permit aux moniales de revenir ensuite et de reformer communauté.
Le XVIIIe siècle est une période de stabilité et de relative prospérité qui s'achèvera avec la révolution française. Les biens de l'abbaye furent alors mis sous séquestre, les moniales expulsées des lieux, et l'abbaye officiellement supprimée en 1798. Les bâtiments continuèrent à être utilisés comme hôpital et hospice de 1805 à 1911.
Les bâtiments de l'abbaye abritent aujourd'hui un musée de la vie gantoise, le musée de la Bijloke, ainsi qu'un centre de musique. L'ensemble est classé au patrimoine immobilier de Belgique.

## Historique

### Fondation
Au début du XIIIe siècle, une association pieuse de jeunes femmes se réunit régulièrement pour organiser des œuvres de bienfaisance, notamment au domicile de l'une d'elles : Ermentrude Utenhoven. Elles décident quelque temps après de procurer des soins dans un hôpital,. En 1215, elles adoptent la règle de Saint-Benoît, souhaitent cependant garder leur double orientation de contemplation et de service hospitalier. 
Encourageant ce projet, la comtesse de Flandre, Jeanne de Constantinople, leur fait don en 1228 d’un terrain appelé Byloke sur les bords de la Lys, au sud de la ville de Gand, en vue d’y édifier une abbaye féminine qui serait en même temps hôpital. En 1230, l’abbesse obtient l’affiliation de sa communauté à l’ordre cistercien, la communauté occupant l'abbaye à partir de 1234. D’autres biens et donations font que, dès 1235, l’abbaye-hôpital est fort bien lotie.

### Abbaye et hôpital
La communauté de la Byloke comprenait des moniales de chœur, tenues à l’office divin, et des sœurs converses, qui s’occupaient du soin des malades. Ces dernières se faisaient aider de servantes et de domestiques masculins. Servantes et domestiques, appelés « sœurs » et « frères », étaient également tenus à la régularité religieuse. Les moniales de chœur, semble-t-il, œuvraient à la pharmacie et préparaient les remèdes.
Comme dans beaucoup d’autres monastères, le XVe siècle est une période de relâchement de la discipline religieuse. Les religieuses se permettent des libertés contraires à la règle. Un redressement a lieu vers la fin du siècle. D’autres épreuves d’ordre temporel – inondations, maladies et guerres – amènent tellement de malades à l’hôpital que l’abbesse Marie Sheerts est contrainte de sacrifier en 1490 une partie du patrimoine de l’abbaye : des objets liturgiques précieux sont mis en vente.

### DifficileXVIesiècle
Au siècle suivant les guerres de Religion et troubles politiques qui déchirent les Pays-Bas méridionaux sous le règne de Philippe II touchent particulièrement la ville de Gand. Ce sont des  journées tragiques pour l’abbaye. Le 22 août 1566 son église est envahie par les gueux : tabernacle, autels, statues, orgues, tableaux, tout est pillé. Le lendemain c’est le tour du monastère. La résidence des moniales est saccagée. L’hôpital, d’utilité publique, est généralement respecté. De nombreux militaires, malades ou blessés, y sont reçus et traités. 
De 1577 à 1585, les calvinistes contrôlent la municipalité de Gand : le culte catholique est interdit. Les magistrats municipaux craignent le retour des troupes de Philippe II et, pour permettre les travaux de renforcement de l'enceinte, ils exproprient une partie du monastère. Les religieuses se séparent en 1578. En 1579, l’église est démolie et ses pierres servent à la construction des nouveaux remparts. Dortoir et réfectoire sont cependant épargnés, et les sœurs sont de nouveau rassemblées en 1585.

### Nouvelle abbaye
Un retour au calme permet aux moniales de revenir (en 1585) et de reformer communauté. Elles élisent Anne Blasere comme abbesse. Jusqu’en 1620 elles logent dans les dépendances de l’hôpital dont les services sont plus que jamais nécessaires. 
Une nouvelle abbaye est construite par l’abbesse Anne Van Combrugghe. Le XVIIIe siècle est une période de stabilité et relative prospérité qui s’achèvera avec la révolution française.  Un recensement de 1785 indique une abbaye bien vivante et un hôpital très actif : 54 religieuses forment la communauté : 22 moniales de chœur, 24 sœurs converses et 8 domestiques. 75 malades occupaient les lits de l’hôpital. 
À la fin du XVIIIe siècle, le pouvoir révolutionnaire qui s’installe dans les Pays-Bas met fin à l’abbaye. Les biens de l’abbaye sont mis sous séquestre (1796). L’année suivants (1797) les moniales sont expulsées des lieux manu militari. L’abbaye est officiellement supprimée en 1798. 

### L’hôpital
Dès 1801 la population de Gand, et en particulier le docteur Wouters, demande le retour des religieuses et la réouverture de l’hôpital. Les démarches aboutissent. Bien que les bâtiments soient délabrés (et l’église transformée en salle de malades) les religieuses reprennent leur service et revêtent à nouveau l'habit religieux. La maison fonctionne comme hospice de 1805 à 1911. 
L’ancienne abbaye est achetée par la ville de Gand qui, après rénovations y installe en 1928, son musée d’archéologie. Depuis 2010 c’est le musée de la ville de Gand [STAM] qui y abrite ses collections. le ‘Musée de la Bijloke’.

## Aspects religieux
Comme tout édifice catholique situé dans la province de Flandre orientale, l'abbaye de La Byloke est rattachée au diocèse de Gand

## Aspects culturels

### Patrimoine
- La grande et unique salle des malades, bâtiment le plus ancien qui ait été préservé, date du XIIIe siècle. Longue de 55 mètres et large de 16 mètres, elle est voûtée (à 22 mètres de haut) d’une impressionnante charpente gothique. Elle comptait quatre rangées de lits parallèles. Une petite chapelle lui est accolée.

- Les bâtiments centraux de l’abbaye (salle du chapitre, dortoir et réfectoire) sont construits en briques et datent du début du XIVe siècle (édifiés en 1316 et 1323). Le réfectoire possède un pignon qui abrite des fresques du XIVe siècle également. Ces bâtiments étaient arrangés autour d'un cloître dont les quatre côtés donnaient accès aux bâtiments servant à la vie de communauté, suivant ainsi le plan traditionnel des abbayes cisterciennes. Ce cloître fut restauré au XVIIe siècle et renferme un élégant lavatorium du XVIe siècle.

- Le ‘nouveau’ monastère des cisterciennes date des années 1665-1667. Il a servi d’habitation aux moniales jusqu’en 2001. Il comporte un plafond remarquable daté 1715, ainsi que de nombreux meubles et tableaux provenant d'abbayes gantoises.

### Musée archéologique
Un musée archéologique est installé sur le site de l'ancienne abbaye depuis 1928. C'est l'un des plus vastes musée de Belgique, puisqu'il comporte près de 40 salles. On peut y voir d'innombrables souvenirs de l'ancienne abbaye.